# Lotus Long

Lotus Long, de son vrai nom Lotus Pearl Shibata, est une actrice américaine née le 18 juillet 1909 à Atlantic City (New Jersey) et morte le 14 septembre 1990 dans le Comté d'Orange (Californie).

## Biographie
Lotus Pearl Shibata naît dans le New Jersey, d'un père d'origine japonaise et d'une mère d'origine hawaïenne. Elle arrive en Californie dans les années 1920 pour tourner à Hollywood, généralement dans des seconds rôles de femmes asiatiques. Elle prend alors le nom de scène "Lotus Long", nom qui pousse généralement à croire qu'elle est d'origine chinoise, et qui, selon elle-même, lui aurait permis d'éviter les camps d'internement comme les autres personnes d'origine japonaise pendant la guerre.
Elle a écrit le scénario et produit le film The Tahitian (1956), avec son mari James Knott.

## Filmographie
- 1929 : The Peacock Fan de Phil Rosen : Feliti
- 1933 : Eskimo de W. S. Van Dyke : Iva
- 1934 : The Mysterious Mr. Wong de William Nigh : Moonflower, la nièce de Wong
- 1934 : Sing Sing Nights de Lewis D. Collins : Li Sung
- 1935 : Taro le païen (Last of the Pagans), de Richard Thorpe : Lilleo
- 1936 : Les Écumeurs de la mer (Sea Spoilers) de Frank R. Strayer : Marie
- 1937 : L'Énigmatique M. Moto de Norman Foster : Lela Liu
- 1937 : Crime en haute mer (China Passage) d'Edward Killy : Lia Sen
- 1938 : M. Moto dans les bas-fonds de Norman Foster : Lotus Liu (créditée Karen Sorrell)
- 1938 : Flight Into Nowhere de Lewis D. Collins : L-Ana (créditée Karen Sorrell)
- 1939 : La Glorieuse Aventure (The Real Glory) de Henry Hathaway : une jeune autochtone
- 1939 : Mr. Wong in Chinatown de William Nigh : Princesse Lin Hwa
- 1939 : Le Mystère de Mr Wong de William Nigh : Drina, la femme de chambre chinois
- 1940 : Phantom of Chinatown de Phil Rosen : Win Len
- 1940 : The Devil's Pipeline de Christy Cabanne : Mamba
- 1941 : For Beauty's Sake de Shepard Traube : Ann Kuo
- 1942 : Les Tigres volants (Flying Tigers), de David Miller : l'infirmière des enfants
- 1946 : Tokyo Rose de Lew Landers : Tokyo Rose
- 1949 : Rose of the Yukon (en) de George Blair : une Eskimo